# Terre sans pardon

Terre sans pardon (Three Violent People) est un western américain réalisé par Rudolph Maté, sorti en 1956 ou en 1957.

## Synopsis
Peu après la fin de la Guerre de Sécession, au Texas, le capitaine sudiste Colt Saunders règle ses affaires en ville, aux mains de profiteurs de guerre. Assommé au cours d'une altercation avec eux, il est soigné par Lorna Hunter qu'il croit être une femme du monde, mais qui est en réalité une ancienne entraîneuse de Ruby LaSalle, la patronne de l'hôtel-saloon local. Cherchant à sortir de sa condition, elle accepte la demande en mariage de Colt. Celui-ci, avec sa femme, rejoint son ranch Bar S, tenu pendant la guerre par le contremaître Innocencio Ortaga et ses cinq fils. Lorna tombe amoureuse de son mari, et réciproquement. Très vite, ils sont confrontés au commissaire Harrison et à son adjoint Cable, agissant officiellement au nom du gouvernement provisoire du Texas, nordiste, mais ils veulent en fait mettre la main sur le ranch et tous ses biens. Les deux hommes sont bientôt aidés par 'Cinch' Saunders, frère de Colt et renié par lui, qui voudrait aussi avoir sa part du ranch. Le passé de Lorna est révélé par une ancienne connaissance. Bien qu'elle soit enceinte son mari veut la chasser du ranch où elle devra laisser son enfant. La bataille finale entre Saunders et ses adversaires permettra à Lorna de sauver et le ranch et son mariage.

## Fiche technique
- Titre : Terre sans pardon
- Titre original : Three Violent People
- Réalisateur : Rudolph Maté
- Scénario : James Edward Grant, d'après une histoire de Leonard Praskins et Barney Slater
- Musique (et direction musicale) : Walter Scharf
- Chanson Un Momento : Mack David (musique) et Martita (lyrics)
- Directeur de la photographie : Loyal Griggs
- Direction artistique : Hal Pereira et Earl Hedrick
- Décors de plateau : Sam Comer et Fay Babcock
- Costumes : Edith Head
- Montage : Alma Macrorie
- Producteur : Hugh Brown, pour Paramount Pictures
- Genre : Western -
- Format : Vistavision d'origine
- Couleur (Technicolor) - 100 min
- Dates de sortie : 
  - États-Unis : 1956
  - États-Unis : 9 février 1957
  - France : 3 mai 1957

## Distribution
(dans l'ordre et selon l'orthographe du générique de début)
- Charlton Heston (V.F. : Jean Davy) : Capitaine Colt Saunders (Georges dans la version française)
- Anne Baxter (V.F. : Claire Guibert) : Lorna Hunter-Saunders (Laura dans la version française)
- Gilbert Roland (V.F. : Roger Rudel) : Innocencio Ortega
- Tom Tryon (V.F. : Roland Ménard) : Beauregard 'Cinch' Saunders (Dick dans la version française)
- Forrest Tucker (V.F. : Claude Bertrand) : Commissaire-adjoint Cable
- Bruce Bennett (V.F. : Maurice Dorléac) : Commissaire Harrison
- Elaine Stritch (V.F. : Camille Fournier) : Ruby LaSalle
- Barton MacLane : Yates
- Peter Hansen : Lieutenant Marr
- John Harmon (V.F. : Georges Hubert) : M. Massey
- Ross Bagdasarian : Asuncion Ortega
- Bobby Blake (V.F. : Serge Lhorca) : Rafael Ortega
- Jameel Farah : Pedro Ortega
- Leo Castillo : Luis Ortega
- Don Devlin : Juan Ortega
- Raymond Greenleaf : Carleton
- Roy Engel : Un profiteur de guerre
- Argentina Brunetti (V.F. : Lita Recio) : Maria

Source doublage : VF = Version Française sur Nouveau Forum Doublage Francophone